# متی‌کلا
متی‌کلا، روستایی از توابع بخش مرکزی شهرستان بابل در استان مازندران است. این روستا در دهستان اسبوکلا قرار دارد و براساس سرشماری مرکز آمار ایران در سال ۱۳۸۸، جمعیت آن ۲۱۶۶ نفر (۴۸۶خانوار) بوده‌است..